# RapidBatch
RapidBatch is een scripttaal voor Windows. Het wordt gebruikt om automatisering-tools en Windows-applicaties te maken.

## Mogelijkheden
RapidBatch kan onder andere worden gebruikt voor bestanden aanmaken, lezen, schrijven, en kopiëren, het afspelen van geluid- en videobestanden.
RapidBatch bevat een tiental ingebouwde dialogen om te kunnen communiceren met de gebruiker. Deze 10 dialogen kunnen in elk script direct worden gebruikt. Naast deze 10 dialogen bevat RapidBatch ook 12 verschillende zogezegde "window controls" (knoppen om vensters te beheren, bijvoorbeeld het kruisje rechtsboven om een venster te sluiten). 
Omdat RapidBatch een high level language is, biedt zij ook de voordelen van een high level languae aan: eenvoudige en flexibele syntaxis, recursief programmeren, samenwerking tussen verschillende bestanden.

## Uitvoeren
RapidBatch gebruikt een script-interpreter om de scripts uit te voeren. De tekst van het script wordt ingelezen en onmiddellijk uitgevoerd. Voor de programmeurs die hun scripts willen doorgeven, bestaat er de mogelijkheid om deze om te vormen tot .EXE-bestanden zodat elk Windows-platform dit script zonder interpreter kan uitvoeren.

## Persoonlijke en professionele versie
RapidBatch heeft een persoonlijke en een professionele versie ter beschikking. De persoonlijke beslissing is in principe voldoende om scripts te leren schrijven en de scripts uit te voeren. Het is echter niet de bedoeling dat de scripts, met deze versie gemaakt, gecommercialiseerd worden en dus verkocht worden. Het is met de persoonlijke versie ook niet mogelijk om .EXE-bestanden te maken van deze scripts.
De professionele versie is zoals de naam het zelf zegt bedoeld om de scripts professioneel te gaan gebruiken. Je kan van de scripts .EXE-bestanden maken en deze dus heel efficiënt verdelen en of verkopen. Het debuggen van scripts is met de professionele versie ook gemakkelijker vermits er een automatische controle wordt gedaan op de geschreven code.

## Voorbeelden

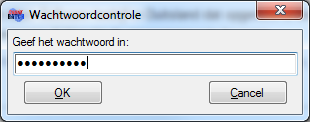
wachtwoordcontrole

### Wachtwoordcontrole

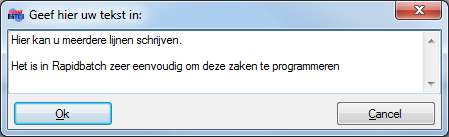
ruimte voor het ingeven van tekst

```
repeat
    pwdbox [wachtwoord] = 'Wachtwoordcontrole', 'Geef het wachtwoord in:', ''
until [wachtwoord] = 'wachtwoord'

echo
 'Het wachtwoord is correct!'
end

```

### Tekstvak
```
editbox [tekst] = 'Geef hier uw tekst in:', '', 'writeable'
msgbox 'De tekst die u geschreven hebt:', [tekst], '64'
end

```

## Ontwikkelaars
RapidBatch werd uitgevonden en ontwikkeld door J.M.K S.F. Software Technologies, een klein, Duits softwarebedrijf opgericht door Jan Max Meyer. Het bedrijf probeert krachtige, revolutionaire programmeersystemen uit te brengen om het plezier van programmeren dichter bij de programmeur te brengen.